# Laxenecera mollis
Laxenecera mollis är en tvåvingeart som först beskrevs av Friedrich Hermann Loew 1858.  Laxenecera mollis ingår i släktet Laxenecera och familjen rovflugor. Inga underarter finns listade i Catalogue of Life.